# 島らっきょう

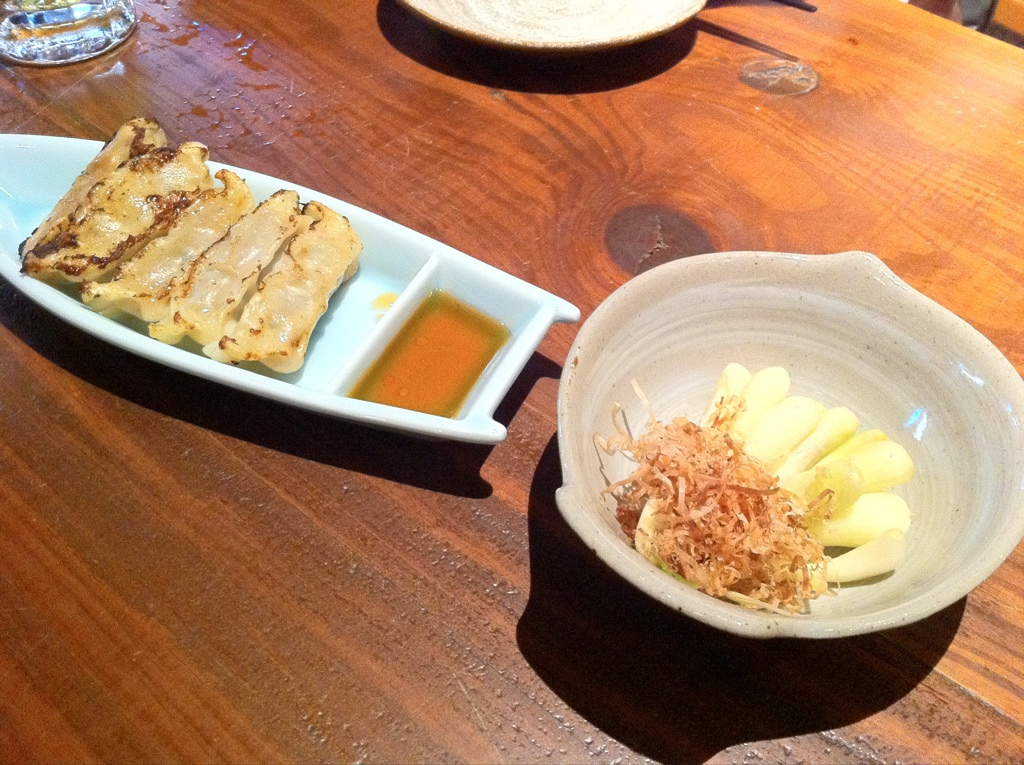
島らっきょう（写真右）

島らっきょう（しまらっきょう）は、沖縄県独自のラッキョウの品種。本土で栽培される一般のラッキョウに比べると、小型で香味が強い。天ぷらや甘酢漬け、塩漬けなどにして食べられるほか、チャンプルーの具材にも使われる。

## 特徴
一般のラッキョウに比べると小型で細長く、ネギに似た強い辛味を持つ。日本本土で栽培されるラッキョウよりも香りが高く、独特の辛味の中にうまみがある。
含有される主成分はアデノシン、アリシンなど。特有の匂いの素はアリシンで、ヒトの体内でビタミンB1の吸収を助ける働きがあり、免疫力増強、育毛作用、疲労回復、抗菌作用、抗がん作用などがあるとされる。ほぼ年間通して生産されるが、主に12月から6月までが収穫期で、旬は春で価格も下がり、八百屋やスーパーにも多く出回る。店頭では普通、15センチメートルから20センチメートルくらいに切られ、葉と根が付いた状態で束にして売られることが多い。夏場の地温が高い時期には休眠期となり著しく成長が悪くなり、8月から12月の出荷量は激減する。これを解消すべく久米島海洋深層水農業利用研究会では沖縄県海洋深層水研究所と共同で深層水を使った島らっきょうの秋出し実証栽培を行っている。

## 生産地
沖縄本島では糸満市や沖縄北部の離島、伊江島や久米島などが主生産地。

## 食べ方
強い辛味があるため、一般のラッキョウが甘酢漬けなどに良く利用されるのに対し、生食や浅漬けが一般的である。塩漬けにして鰹節などとともに食べたり、天ぷらや卵料理のチャンプルーの材料として用いられることが多い。また成分のジスルフィドはアリイン類と一緒に摂取することで単独で食べる時と比べて80倍の効果があるといわれ、玉ねぎ、ニンニクなどアリイン類を多く含む野菜と一緒に調理するとよい。殺菌効果、利尿作用、整腸作用、発汗作用などがある。